# ヘルクレス座ガンマ星
ヘルクレス座γ星（ヘルクレスざガンマせい、γ Herculis、γ Her）は、ヘルクレス座にある恒星である。見かけの等級は3.75と、肉眼でみえる明るさである。年周視差に基づいて、太陽系からの距離を計算すると、およそ193光年となる。半年周期でわずかに変光する変光星で、分光連星ともいわれる。

## 特徴
ヘルクレス座γ星は、スペクトル型がA9 III(n)に分類される白色巨星で、MKスペクトル分類においては、この型の標準星として用いられる。表面の有効温度は7,100 K程度で、単純に数字の上ではF型星の温度に相当する。質量は太陽の約2.5倍、半径は太陽の6.2倍程度、年齢はおよそ5億年で、主系列段階を終えて赤色巨星への進化を開始したところだと考えられる。自転速度は大きく、150 km/s以上になるとみられ、この速い自転が視線速度の不定性を大きくしている。オリン・エッゲンは、ヘルクレス座γ星をヒアデス運動星群の一員であるとしている。

### 変光
ヘルクレス座γ星は、20世紀前半にはエルンスト・ツィナーが明るさの変化を疑っており、そのことで新しい変光星候補としてNSV番号も付与された。1980年代になって、長期的な測光観測が行われ、V等級での振幅が0.05等程度の準規則的な光度変化が、周期183.6日で起きていることが突き止められた。これにより、ヘルクレス座γ星は確定した変光星となり、恒星の物理的性質や変光の振幅・周期などにより、半規則型のSRD型へ暫定的に分類されている。

### 伴星
視覚的な対として注目されるのは、ジェームズ・サウスとジョン・ハーシェルが発見した、ヘルクレス座γ星から41秒角離れた位置にある10等星であるが、これは見かけだけの関係であることがわかっている。
ツィナーと前後して、プルコヴォ天文台による観測から、ヘルクレス座γ星は視線速度の時間変化と、その周期が11.9日であることが示された。分光連星であることを仮定して軌道要素も求められ、また、年によって視線速度曲線の形が異なり、軌道傾斜角が変化していることが示唆され、三重連星である可能性にも言及された。しかし、後に調べられた分光学的な変動周期は、165.9日と求まっており、以降の連星カタログでは真偽不明としながらこちらの周期を採用している。また、ブリュッセル自由大学が発行している網羅的な分光連星カタログには、ヘルクレス座γ星は掲載されていない。
2010年、カナダ・フランス・ハワイ望遠鏡などの補償光学を用いた観測で、A型星の伴星を探す掃天観測計画の中で、ヘルクレス座γ星に新たな伴星が検出された。この伴星は、ヘルクレス座γ星の南に8.3秒角離れた位置で検出され、質量が太陽の46パーセント程度と見積もられ、真の連星であれば軌道長半径は490 auくらいになるとみられる。

## 名称
アラビアではヘルクレス座γ星は、羊の放牧地を囲う2本の境界のうち「北の線」を意味する“al-nasaq al-sha'āmī”というアステリズムを、ヘルクレス座κ星、β星、δ星、λ星、μ星、ο星、ν星、ξ星、こと座β星、γ星、へび座β星、γ星と共に形作るとされる。ジェット推進研究所の研究報文“A Reduced Star Catalog Containing 537 Named Stars”の星表では、Nasak Shamiya という名称が3つの恒星に付与され、へび座β星が Nasak Shamiya I、へび座γ星が Nasak Shamiya II、そしてヘルクレス座γ星は Nasak Shamiya III となっている。
中国では、天の市場の右の壁を意味し、古代中国の11の国を表している天市右垣（拼音: Tiān Shì Yòu Yuán）という星官を、ヘルクレス座β星、κ星、へび座γ星、β星、δ星、α星、ε星、へびつかい座δ星、ε星、ζ星と共に形成する。ヘルクレス座γ星自身は、天市右垣二（拼音: Tiān Shì Zuǒ Yòu èr）すなわち天市右垣の2番星と呼ばれ、11国の中で河間（おそらく河間郡のこと）を表すとされる。アメリカのアマチュア博物学者アレンは、河間のラテン文字表記として"Ho Keen"を挙げている。